# Люлих (приток Клязьмы)
Люлих (в верхнем течении — Манинский Исток) — река в Нижегородской и Владимирской областях России.
Протекает в заболоченной местности по территории Володарского и Гороховецкого районов, среднее и нижнее течение — вдоль их границы. Впадает в реку Клязьму в 35 км от её устья по левому берегу. Длина реки составляет 36 км, площадь водосборного бассейна — 259 км².
На реке расположен посёлок городского типа Центральный и деревня Щелапино.

## Данные водного реестра
По данным государственного водного реестра России относится к Окскому бассейновому округу, водохозяйственный участок реки — Клязьма от города Ковров и до устья, без реки Уводь, речной подбассейн реки — бассейны притоков Оки от Мокши до впадения в Волгу. Речной бассейн реки — Ока.
Код объекта в государственном водном реестре — 09010301112110000033914.